# Hứa Thành Nghị
Hứa Thành Nghị (tiếng Trung: 許誠毅, tiếng Anh: Raman Hui Shing-ngai, sinh ngày 4 tháng 7 năm 1963) là một nam nhà làm phim kiêm họa sĩ diễn hoạt người Mỹ gốc Hồng Kông. Những khán giả xem phim đều biết đến ông là chủ nhân của các bộ phim nổi tiếng như Truy lùng quái yêu và Truy lùng quái yêu 2, cũng như loạt phim Shrek.

## Danh sách phim
| Năm  | Phim                                       | Vai diễn | Ghi chú                                           |
| ---- | ------------------------------------------ | -------- | ------------------------------------------------- |
| 1991 | Muppet*Vision 3D                           |          | animator short film                               |
| 1994 | Angels in the Outfield                     |          | animation director                                |
| 1994 | Sleepy Guy                                 |          | director short film                               |
| 1995 | Batman Forever                             |          | animation supervisor: Pacific Data Images         |
| 1996 | The Arrival                                |          | animation director: Pacific Data Images           |
| 1998 | Antz                                       |          | character designer/supervising animator           |
| 1999 | Fat Cat on a Diet                          |          | director/animator short film                      |
| 2001 | Shrek                                      |          | character designer/supervising animator           |
| 2003 | Shrek 4-D                                  |          | supervising animator                              |
| 2003 | Sinbad: Legend of the Seven Seas           | Jin      |                                                   |
| 2004 | Shrek 2                                    |          | additional storyboard artist/supervising animator |
| 2005 | Madagascar                                 |          | additional animator                               |
| 2007 | Shrek the Third                            |          | co-director                                       |
| 2008 | Kung Fu Panda: Secrets of the Furious Five |          | director short film                               |
| 2010 | Shrek Forever After                        |          | additional story artist                           |
| 2010 | Donkey's Caroling Christmas-tacular        |          | story artist short film                           |
| 2011 | Puss in Boots                              |          | additional story artist                           |
| 2012 | Puss in Boots: The Three Diablos           |          | director short film                               |
| 2015 | Monster Hunt                               |          | director                                          |
| 2018 | Monster Hunt 2                             |          | director                                          |
| 2023 | The Tiger's Apprentice                     |          | director                                          |